# Сант'Анджело ин Понтано
Сант'А̀нджело ин Понта̀но (на италиански: Sant'Angelo in Pontano) е село и община в Централна Италия, провинция Мачерата, регион Марке. Разположено е на 473 m надморска височина. Населението на общината е 1548 души (към 2010 г.).